# Lineodes elcodes
Lineodes elcodes là một loài bướm đêm trong họ Crambidae.